# Sorraia (Fluss)
Der Sorraia (portugiesisch Rio Sorraia) ist ein Fluss in der Region Alentejo Portugals, der fast zur Gänze durch den Distrikt Santarém fließt. Auf den letzten 15 km vor der Mündung in den Ästuar des Tejo (port. Estuário do Tejo) bildet er die Grenze zwischen den Distrikten Santarém und Lissabon.
Der Sorraia entsteht durch den Zusammenfluss von Sor, seinem rechten (nördlichen) Quellfluss und Raia, seinem linken (südlichen) Quellfluss oberhalb der Gemeinde Couço. Er fließt danach meist in westlicher Richtung. Ungefähr 1 km nach der Kleinstadt Benavente ändert der Sorraia die Richtung und fließt von da an bis zu seiner Mündung in den Tejo nach Südwesten.
Auf den letzten acht Kilometer vor seiner Mündung fließt der Sorraia durch ein Naturschutzgebiet (port. Reserva Natural do Estuário do Tejo).